# Sepikstruiksluiper
De sepikstruiksluiper (Sericornis nouhuysi virgatus) is een zangvogel uit de familie Acanthizidae (Australische zangers). Het is een ondersoort van de grote struiksluiper (S. nouhuysi). De vogel werd in 1915 door de Duitse dierkundige Anton Reichenow als aparte soort uit het stroomgebied van de rivier de Sepik beschreven.

## Herkenning
De vogel is gemiddeld 11,5 cm lang. Deze ondersoort is zeer variabel, afhankelijk van de plaats van waarneming. Sommige populaties lijken op de Beccari's struiksluiper, maar de sepikstruiksluiper is vooral lastig te onderscheiden van de grote struiksluiper. Deze ondersoort wordt daarom, mede op grond van moleculair genetisch onderzoek, beschouwd als ecologische variant die lager in berggebieden voorkomt.

## Verspreiding en leefgebied
Drie ondersoorten van de grote struiksluiper kunnen beschouwd worden als de sepikstuiksluiper; alle drie zijn endemisch in Nieuw-Guinea:
- S. n. pontifex Stresemann, 1921: Victor Emanuelgebergte, Hunstein Range en Sepikgebergte (het noordelijke deel van Centraal-Nieuw-Guinea).
- S. n. jobiensis: Japen (nabij noordwestelijk Nieuw-Guinea).
- S. n. virgatus: noordelijke hellingen van Sepik-stroomgebied en nabijgelegen berggebieden in het (noordoostelijk deel van Nieuw-Guinea).